# Хайнрих от Лотарингия
Хайнрих от Лотарингия (на немски: Heinrich von Lothringen; на френски: Henri de Lorraine; † 6 юни или 7 юни 1165) от фамилията Дом Шатеноа, е епископ на Тул от 1126 до 1165 г.

## Биография
Той е син на Дитрих II († 1115), херцог на Горна Лотарингия, и втората му съпруга Гертруда от Фландрия († 1117), дъщеря на граф Роберт I Фризиеца († 1092) и Гертруда Саксонска Билунг († 1113).  Брат е на Дитрих Елзаски († 1168), граф на Фландрия, и полубрат на Симон I († 1139), херцог на Лотарингия.
Хайнрих е избран за епископ на Тул през 1126 г. През 1141 г. той придружава император Конрад III Хоенщауфен в пътуването му в Лотарингия.
Той имира на 6 или 7 юни 1165 г. и е погребан в катедралата на Тул.